# 中河內雅貴
中河內雅貴（1985年8月23日—），日本的舞者、歌手、演員。出生於廣島縣。專長是舞蹈、芭蕾、書法七段、料理、按摩。興趣是足球、保齡球、撞球、桌球、杖鼓。

## 簡歷
- 2000年在瀨川ナミ門下學習爵士舞和古典芭蕾。
- 2002年參加長野びんずるDANCE比賽獲得優勝。隔年也獲得同樣的成績。
- 2004年前往紐約學習舞蹈。之後參加「JUNON SUPER BOY CONTEST」，並晉級到最終選考。
- 2005年獲得Loft club contest的特別獎。
- 2006年參加舞台劇「網球王子」，並演出仁王雅治一角而成名。

## 演出作品

### 舞台劇
- 円仁（2002年）
- レインボウファンタジー（2002年）
- 糖果屋（2003年）
- 黑蜥蜴（2003年）
- レインボウファンタジー（2004年）
- 一片葉子落下來～生命的故事～（「叶っぱのフレディ～いのちの旅～」マーク役 ）（2006年）
- 世界劇「黄金の刻」（2006年）
- 音樂劇『網球王子』 Absolute King 立海 feat.六角（2006年）
- 音樂劇『網球王子』Dream Live 4th（2007年）
- 百老匯音樂劇PIPPIN ダンサー役（2007年）
- 音樂劇『網球王子』The Progressive Match 比嘉 feat.立海（2007年）
- リンゴの木の下で～昭和21年のジャズ（2008年）
- 音樂劇『網球王子』Dream Live 5th（2008年）
- 百老匯音樂劇PIPPIN（2008年）
- 博士と太郎の異常な愛情（2008年）
- SAMURAI 7（2008年）
- MSN We 舞台 夢象成真（2008年）
- 外百老匯音樂劇 ALTAR BOYZ（2009年）
- 音樂劇「Cyrano」／大鼻子情聖（2009年）
- 音樂劇『網球王子』The Final Match 立海 First feat.四天寶寺（2009年）
- 音樂劇『網球王子』The Final Match 立海 Second feat.The Rivals（2009年ー2010年）
- 「DANCE SYMPHONY」2010－LOVE－（2010年）
- 音樂劇『網球王子』Dream Live 7th（2010年）
- 朗讀劇「腦海中的橡皮擦」（2010年）
- 「まさかのChange?!」（2010年）
- タンブリング（2010年）
- ALTAR BOYZ ～Red（2010年）

### 戲劇
- 美容少年★セレブリティ（2007年、東京電視台）- 飾演：涼
- Wild Strawberry（2008年、CSテレ朝チャンネル）- 飾演：ハヤト
- タンブリング 第8 - 9話（2010年、TBS）- 飾演：町田

### 電影
- 2STEPS!（2009年1月10日）- 飾演：斑鳩隼人

### 電視節目
- 明石家さんちゃんねる（2008年7月23日）
- プレミアの巣窟（2009年4月21日）
- ダウンタウンＤＸ クリスマススペシャル（2009年12月24日）

### 寫真集
- MEN'S Photo book 「Half moon」（2007年7月18日發行）
- オフイシャル寫真集「Zodiac」（2009年8月23日發行）

### 其它
- Wild Strawberry × 中河內雅貴（銀飾品）
- RUPERT（09春・夏 服飾目錄）

## CD

### 單曲
- 「START / Sun will shine away」（2008年6月4日）
- 「Your Story／あの空へ」（2008年10月1日）
- 「NICE TO WALK ON MY WAY」中河內雅貴×古川雄大（2008年12月24日）
- 「君は僕の太陽」（2009年9月9日日）
- 「走り出す時」（2009年11月6日）

### 專輯
- 音樂劇網球王子 The Best Actors Series 008（2007年7月25日）
- Stand Up!（2008年2月13日）
- Cheers!!（2009年3月4日）
- 「Hi JUMP」（2010年3月3日）

## DVD
- MEN'S DVD 「Flight From The Labyrinth」（2007年8月17日）
- 美容少年★セレブリティ 涼の“美容少年★カルテ”（2008年3月28日）
- Masataka Nakagauchi 1st LIVE Stand Up!!!（2008年9月3日）
- キラキラACTORS TV 鎌苅健太&中河內雅貴（2009年1月21日）
- キラキラMOVIES 2STEPS!（2009年7月24日）
- Masataka Nakagauchi Live Tour「Cheers!!!」（2009年8月5日）

## 官方連結
- 中河內雅貴公式網站 MASA Rec★（页面存档备份，存于）
- MMV中河內雅貴公式網站（页面存档备份，存于）
- 中河內雅貴本人部落格